# 圣佩德罗-达塞拉
圣佩德罗-达塞拉是巴西南大河州的一个市镇。总面积35.383平方公里，总人口3117人，人口密度88.1人/平方公里。